# Genar Andrinúa
Genar Andrinúa Cortabarría, né le 9 mai 1964 à Bilbao, est un footballeur international espagnol qui occupe le poste de défenseur central au cours d'une carrière qui s'étend de 1983 à 1997. Il a effectué l'essentiel de sa carrière à l'Athletic Bilbao.

## Biographie

### Carrière de joueur

#### En club
Andrinúa a joué l'essentiel de sa carrière à l'Athletic Bilbao, à l'exception d'un prêt d'une saison au Real Valladolid. Il fait ses débuts dans l'équipe première en 1983–1984 et participe donc au titre de champion obtenu par son équipe dirigée par Javier Clemente.
Après un prêt d'un au Real Valladolid où il est titulaire en défense, il revient à Bilbao. Il y devient un défenseur central incontournable et devient capitaine après le départ du club d'Andoni Goikoetxea. Il garde la capitanat durant huit saisons avant de le céder à Julen Guerrero,, une décision prise lors de la signature d'une prolongation de contrat de Guerrero au sein du club basque, ce qui est contesté par leurs coéquipiers.
Andrinúa dispute 356 matchs avec l'Athletic Bilbao, inscrivant 21 buts.

#### En sélection
La première sélection en équipe nationale de Genar Andrinúa a lieu le 18 février 1987 contre l'Angleterre. Il entre en jeu à la place de José Antonio Camacho à la 73e minute de jeu alors que l'Angleterre mène 4-1 grâce à un quadruplé de Gary Lineker. La rencontre se solde par une défaite espagnole 4-2. Il est sélectionné pour l'Euro 1988 et la Coupe du monde 1990. C'est lors de cette compétition qu'il obtient sa dernière sélection, lors de la défaite espagnole en prolongation en huitièmes de finale face à la Yougoslavie 2-1. Ses 28 sélections en équipe nationale se soldent par 15 victoires, 4 matchs nuls, neuf défaites et deux buts inscrits.
Andrinúa participe à trois rencontres avec la sélection régionale du Pays basque entre 1988 et 1996.
Il fait partie de la sélection espoirs qui remporte le titre européen en 1986,.

### Après-carrière et en dehors du football
Alors qu'il est encore professionnel, Genar Andrinúa crée en 1991, associé aux cyclistes Marino Lejarreta et Miguel Indurain, une chaîne de magasins de sport nommée Forum Sport. Cette entreprise se développe dans toute l'Espagne et attire dans son actionnariat d'autres sportifs espagnols, comptant ainsi 59 d'entre eux en mai 2003. Indurain déclare en 2016 que lui et Lejarreta ne sont plus impliqués dans l'entreprise. Andrinúa a été président du conseil d'administration de la société.
Andrinúa a effectué des études supérieures d'économie au sein de l'université du Pays basque. En 2018, il est conseiller financier au sein de l'établissement Fineco (Banca Privada Kutxabank). 
Toujours impliqué dans l'Athletic Bilbao après sa carrière de joueur, Andrinúa est en 2009 membre d'une commission chargée de la réforme des statuts du club. Il fait partie de la liste présentée par Alberto Uribe-Echevarría qui ambitionne de devenir président de l'Athletic Bilbao en 2018. Cette liste est devancée par celle d'Aitor Elizegi qui prend la tête du club basque.

## Palmarès
Avec l'Athletic Bilbao, Genar Andrinúa remporte le Championnat d'Espagne de football en 1984 ainsi que la Supercoupe d'Espagne la même année.
En sélection, il gagne le titre européen espoirs en 1986.

## Statistiques
Le tableau ci-dessous résume les statistiques en match officiel de Genar Andrinúa durant sa carrière de joueur professionnel,.
| Saison                | Club                  | Championnat           | Championnat | Championnat | Coupe nationale | Coupe nationale | Coupe de la Ligue | Coupe de la Ligue | Supercoupe | Supercoupe | Compétition(s) continentale(s) | Compétition(s) continentale(s) | Compétition(s) continentale(s) | Sélection                                 | Sélection | Sélection | Total | Total |
| Saison                | Club                  | Division              | M.          | B.          | M.              | B.              | M.                | B.                | M.         | B.         | Comp.                          | M.                             | B.                             | Équipe                                    | M.        | B.        | M.    | B.    |
| 1982-1983             | Bilbao Athletic       | Segunda División B    | 36          | 1           | 2               | 0               | -                 | -                 | -          | -          | -                              | -                              | -                              | -                                         | -         | -         | 38    | 1     |
| 1983-1984             | Bilbao Athletic       | Segunda División      | 36          | 4           | 4               | 0               | 2                 | 0                 | -          | -          | -                              | -                              | -                              | -                                         | -         | -         | 42    | 4     |
| 1983-1984             | Athletic Bilbao       | Primera División      | 1           | 0           | -               | -               | -                 | -                 | 1          | 0          | -                              | -                              | -                              | -                                         | -         | -         | 2     | 0     |
| 1984-1985             | Bilbao Athletic       | Segunda División      | 33          | 4           | -               | -               | 2                 | 0                 | -          | -          | -                              | -                              | -                              | Espagne espoirs                           | 1         | 0         | 36    | 4     |
| 1984-1985             | Athletic Bilbao       | Primera División      | 1           | 0           | -               | -               | -                 | -                 | -          | -          | -                              | -                              | -                              | -                                         | -         | -         | 1     | 0     |
| 1985-1986             | Real Valladolid       | Primera División      | 34          | 2           | 4               | 0               | 4                 | 0                 | -          | -          | -                              | -                              | -                              | Espagne espoirs                           | 8         | 1         | 50    | 3     |
| 1986-1987             | Athletic Bilbao       | Primera División      | 36          | 3           | 6               | 0               | -                 | -                 | -          | -          | C3                             | 2                              | 0                              | Espagne espoirs+Espagne olympique+Espagne | 3+2+3     | 0+1+0     | 52    | 4     |
| 1987-1988             | Athletic Bilbao       | Primera División      | 29          | 2           | 4               | 0               | -                 | -                 | -          | -          | -                              | -                              | -                              | Espagne olympique+Espagne                 | 1+8       | 0+1       | 42    | 3     |
| 1988-1989             | Athletic Bilbao       | Primera División      | 34          | 1           | 4               | 0               | -                 | -                 | -          | -          | C3                             | 4                              | 2                              | Espagne                                   | 7         | 1         | 49    | 4     |
| 1989-1990             | Athletic Bilbao       | Primera División      | 33          | 0           | 3               | 0               | -                 | -                 | -          | -          | -                              | -                              | -                              | Espagne                                   | 10        | 0         | 46    | 0     |
| 1990-1991             | Athletic Bilbao       | Primera División      | 29          | 3           | 3               | 1               | -                 | -                 | -          | -          | -                              | -                              | -                              | -                                         | -         | -         | 32    | 4     |
| 1991-1992             | Athletic Bilbao       | Primera División      | 32          | 1           | 5               | 0               | -                 | -                 | -          | -          | -                              | -                              | -                              | -                                         | -         | -         | 37    | 1     |
| 1992-1993             | Athletic Bilbao       | Primera División      | 38          | 1           | 1               | 0               | -                 | -                 | -          | -          | -                              | -                              | -                              | -                                         | -         | -         | 39    | 1     |
| 1993-1994             | Athletic Bilbao       | Primera División      | 21          | 1           | 3               | 0               | -                 | -                 | -          | -          | -                              | -                              | -                              | -                                         | -         | -         | 24    | 1     |
| 1994-1995             | Athletic Bilbao       | Primera División      | 26          | 1           | 3               | 0               | -                 | -                 | -          | -          | C3                             | 6                              | 1                              | -                                         | -         | -         | 35    | 2     |
| 1995-1996             | Athletic Bilbao       | Primera División      | 16          | 2           | 3               | 0               | -                 | -                 | -          | -          | -                              | -                              | -                              | -                                         | -         | -         | 19    | 2     |
| 1996-1997             | Athletic Bilbao       | Primera División      | 8           | 1           | 4               | 1               | -                 | -                 | -          | -          | -                              | -                              | -                              | -                                         | -         | -         | 12    | 2     |
| Total sur la carrière | Total sur la carrière | Total sur la carrière | 443         | 27          | 49              | 2               | 8                 | 0                 | 1          | 0          | -                              | 12                             | 3                              | -                                         | 43        | 4         | 556   | 36    |